# RMS Titanic
|  | Aquest article tracta sobre transatlàntic de la companyia anglesa White Star Line. Vegeu-ne altres significats a «Titanic (desambiguació)». |

L'RMS Titanic (en anglès: Royal Mail Steamship Titanic, Vaixell Correu Reial Titanic) era el segon dels tres transatlàntics de la companyia anglesa White Star Line (juntament amb l'RMS Olympic i l'HMHS Britannic) que pretenien dominar el negoci dels viatges transoceànics a principi del segle xx. El Titanic fou varat el 1911 i entrà en servei l'any següent. Era aleshores el vaixell de passatgers més gran i luxós de l'època, juntament amb l'RMS Olympic.
Durant el seu viatge inaugural entre Southampton (Gran Bretanya) i Nova York, la nit del 14 al 15 d'abril del 1912 topà amb un iceberg, fet que en provocà la destrucció i enfonsament. A conseqüència, van morir més de 1.515 persones d'un total de 2.224 que hi havien embarcat, fet que va convertir el naufragi en un dels més mortífers en temps de pau. Com a conseqüència de les circumstàncies que envoltaren la tragèdia i de l'atenció pública mundial provocada pel naufragi, el sinistre del Titanic ha esdevingut un dels naufragis més famosos de la història.

## Construcció

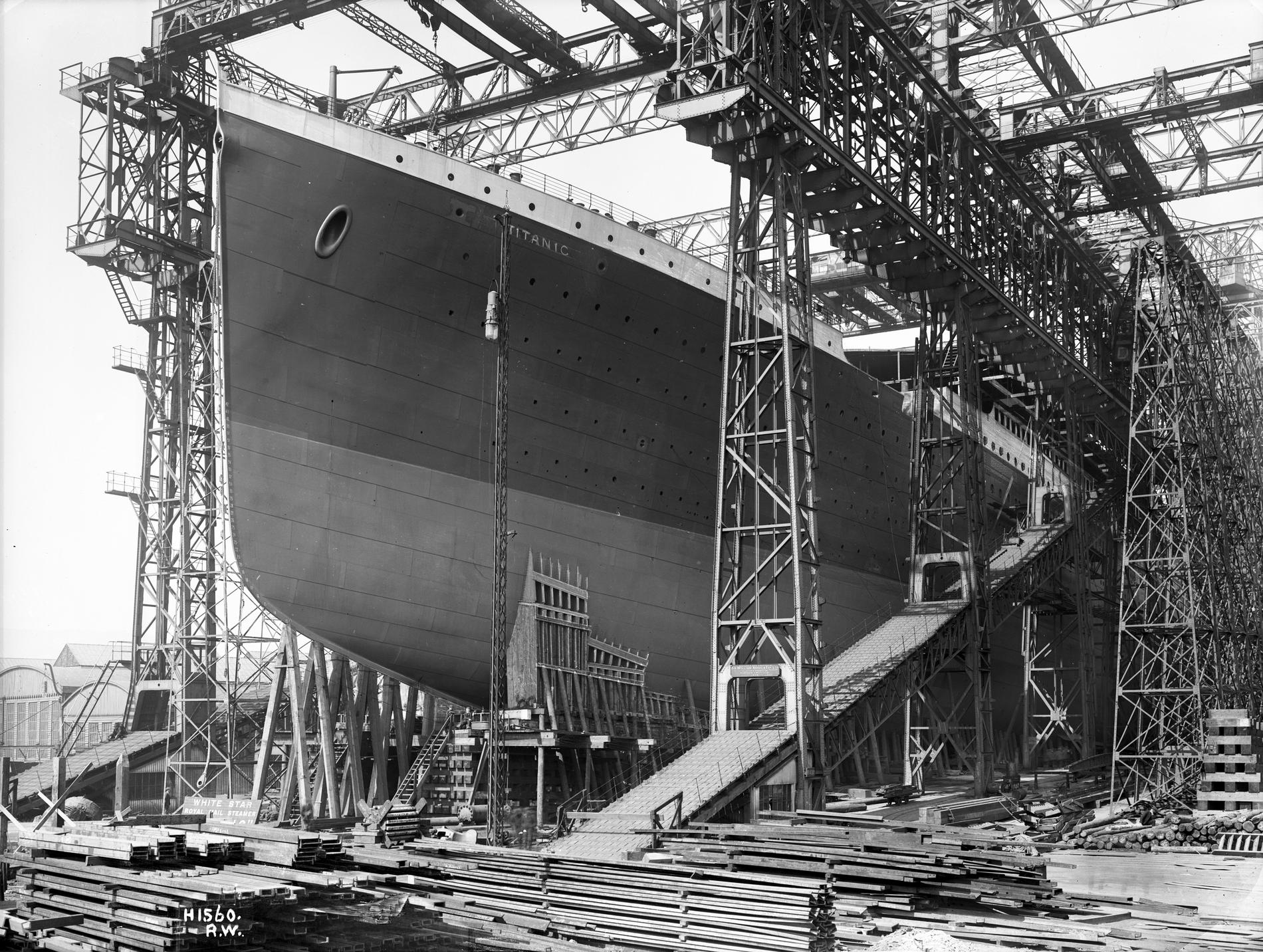
El RMS Titanic, a punt per a la seva inauguració

Els tres transatlàntics, dits de classe Olympic, van ser dissenyats per Thomas Andrews i foren construïts a les drassanes de Harland and Wolff a Belfast (Irlanda del Nord). L'RMS Olympic fou avarat l'any 1910 i entrà en servei el 1911, i l'HMHS Britannic (originalment, RMS Gigantic) fou avarat el 1914 i entrà en servei el 1915, si bé l'esclat de la Gran Guerra feu que mai prestés servei comercial com que va ser destinat a vaixell hospital. Tots tres destacaven per la seva grandària, luxe i avenços tècnics davant els transatlàntics de la competència, l'RMS Mauretania i l'RMS Lusitania, de la Cunard Line.
El Titanic es va dissenyar emprant algunes de les tecnologies més avançades de l'època, com mampares hermètiques que dividien el buc en 18 seccions independents i que es creia que podien mantenir-lo a la superfície en cas de trencament d'una part del buc; anava dotat de telegrafia, un nou disseny d'hèlix de tres pales i les instal·lacions de primera classe no tenien comparació amb les d'altres vaixells pel que fa a luxe. Complia amb totes les normes de seguretat de la legislació britànica i nord-americana.

## Equipament

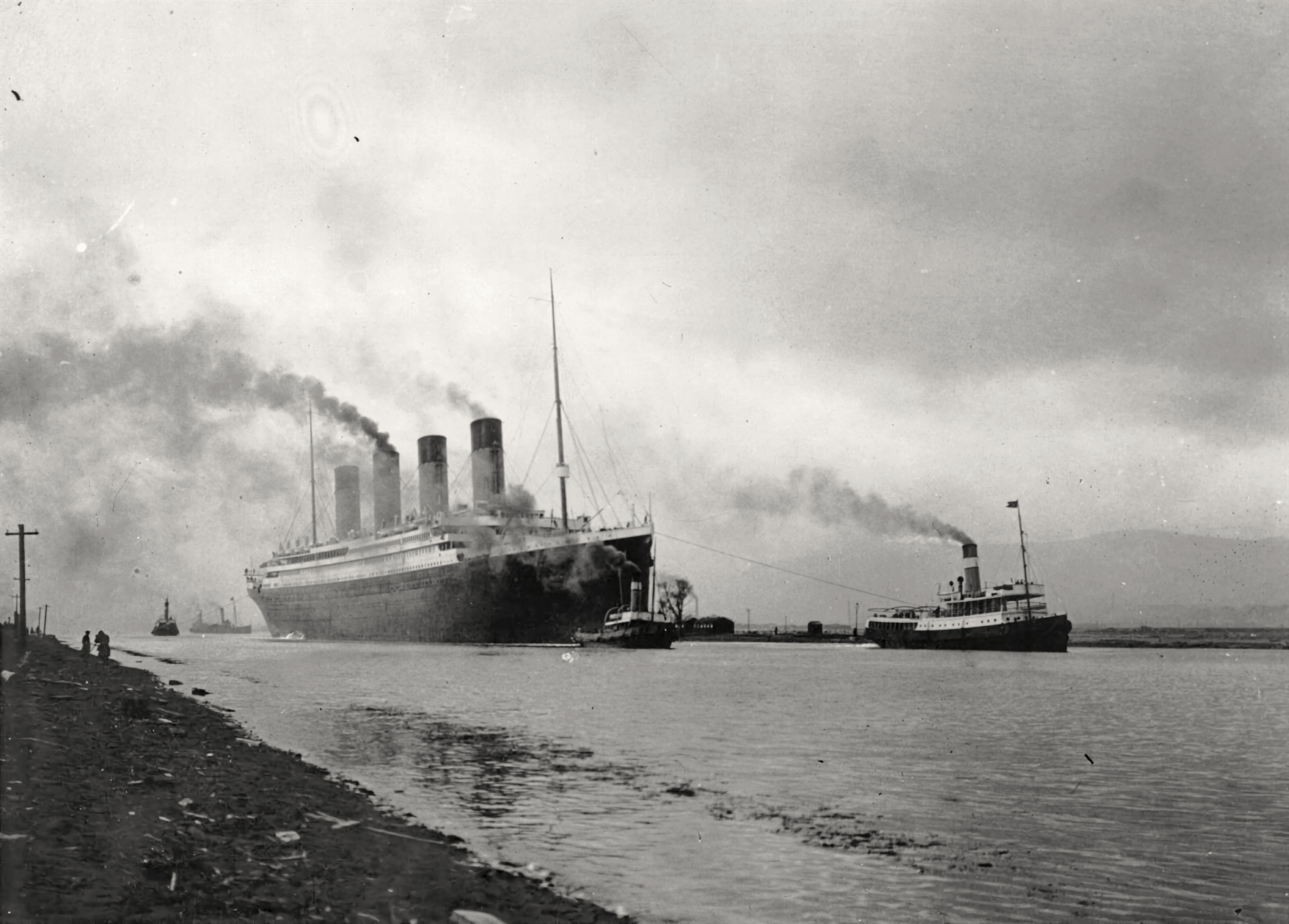
El Titanic sortint del port de Belfast el dia 2 d'abril de 1912

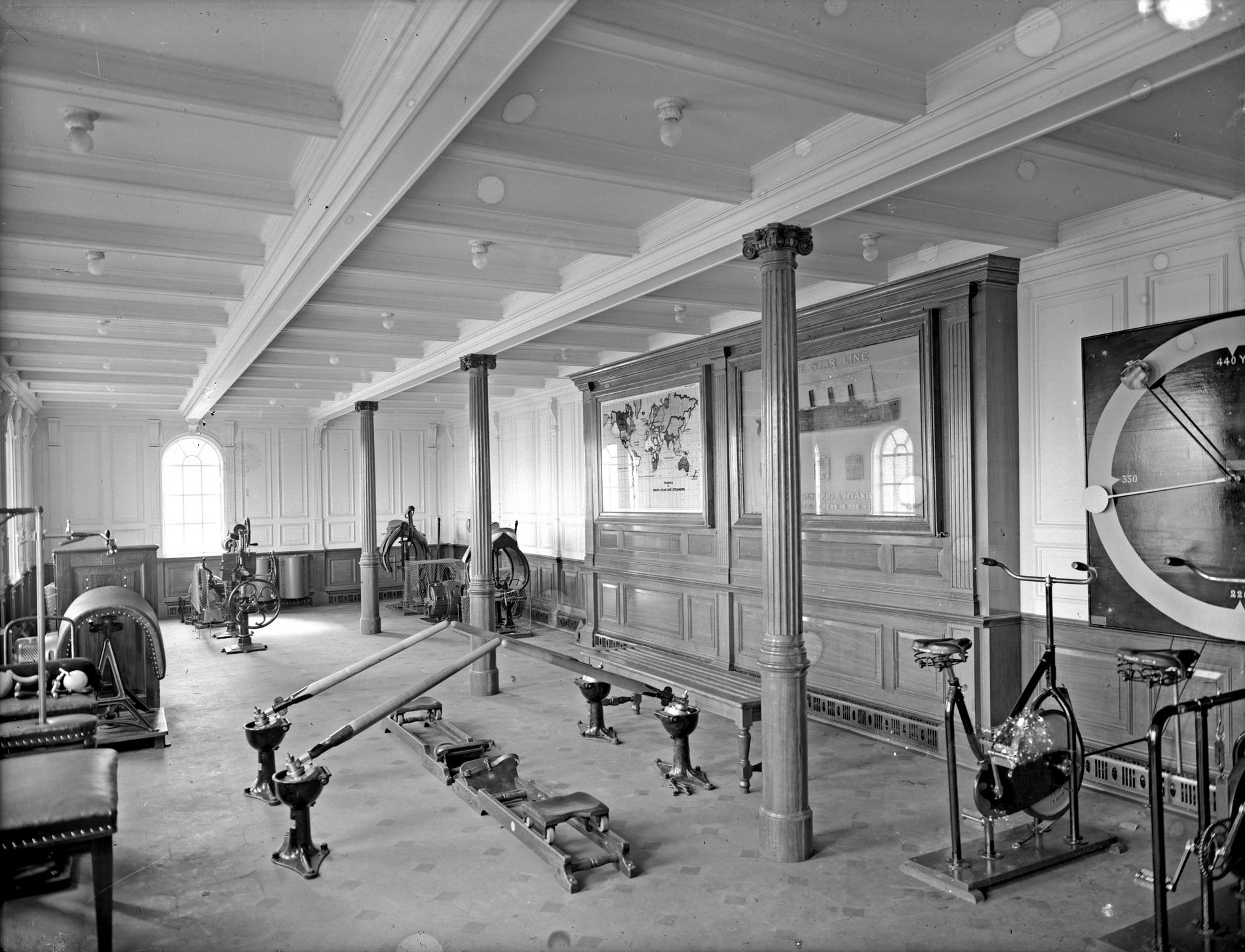
L'únic gimnàs a bord del vaixell pertanyia a la primera classe

Pel seu temps, el Titanic no tenia un rival igual en luxe i elegància. La White Star Line oferí una piscina interior, un gimnàs, una pista d'esquaix, uns banys turcs, una biblioteca, una sala per rebre, entre altres luxes (per ús exclusiu de primera classe). Les cabines estàndard de primera classe van ser decorats amb revestiments de fusta blancs, mobles costosos i altres decoracions elegants. Comptaven, a més, amb banys compartits que disposaven d'aigua calenta i freda. Hi havia també estufes elèctriques.
En el cas de les suites s'empraren en les sales d'estar unes xemeneies formosament encastades. Com una innovació en els viatges de l'època, el Titanic oferia tres ascensors per a primera classe i un per a la segona.

### Coberta de bots
Els bots estaven ubicats en dos grups, un cap a la proa i un altre cap a la popa. En la part davantera n'hi havia dotze, sis a cada costat: dos de fusta per salvament (núms. 1 i 2, capacitat de 40 persones per unitat), quatre plegables Engelhardt (A, B, C, i D, capacitat de 47 persones per unitat i sis de fusta) tres a cada costat (capacitat de 65 persones per unitat). Cap a popa, n'hi havia vuit de fusta amb capacitat de 65 persones per unitat, quatre a cada costat.

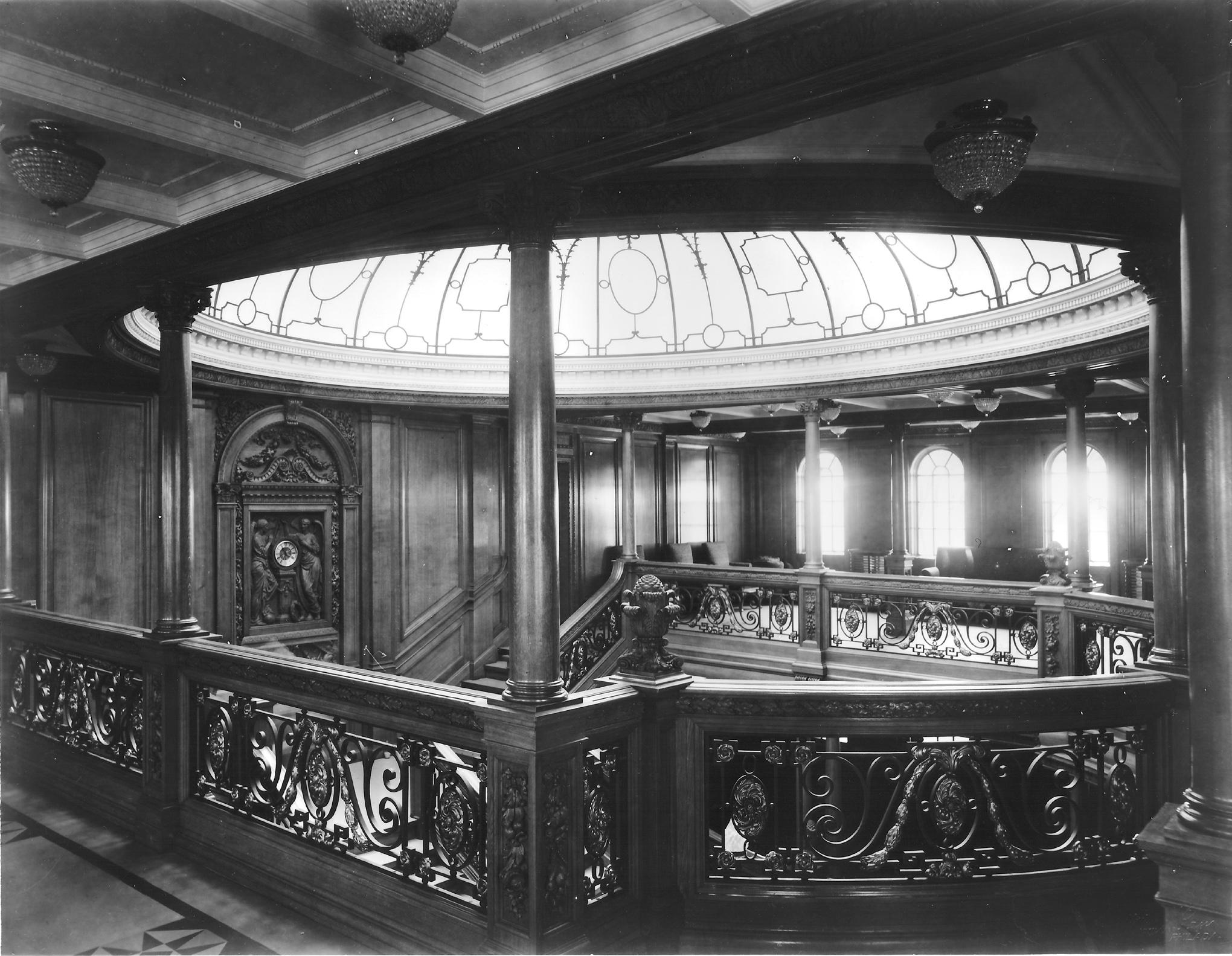
El nivell superior de la gran escala, on s'ubicava el rellotge inserit en un panell de fusta tallada i la cúpula de vidre que donava llum natural a l'escala al llarg dels seus nivells.

El nivell superior de la gran escala, on hi havia el rellotge emmarcat per una talla de fusta i la cúpula de vidre que donava llum natural a l'escala al llarg dels seus nivells.
Cap a proa també hi havia el pont i el primer bloc, que comprenia les habitacions dels oficials, la sala marconi, les màquines que movien els ascensors i sis habitacions simples de primera classe. En les parets d'aquest bloc hi havia finestres circulars que il·luminaven les habitacions interiors de primera classe de la coberta inferior.
El segon bloc el conformaven l'escalinata de primera classe i el gimnàs. L'escalinata recorria des d'aquesta coberta fins a la coberta E, al nivell superior hi havia la cúpula de vidre. El gimnàs era al costat d'estribord, al costat de l'entrada d'amenitats. El lloc estava condicionat per un major confort i tenia un plafó de fusta contra la paret de l'espai de la xemeneia on s'apreciaven dues figures: un mapamundi i un tall transversal del vaixell.
La segona classe tenia accés a la coberta de bots i comptava amb la seva coberta de passeig.
Entre la segona i tercera xemeneia hi havia el sostre elevat del saló general i la sala de lectura de la primera classe. Més enllà de la tercera xemeneia hi havia un petit bloc destinat als tancs d'aigua, l'entrada de llum a la sala de màquines i un espai reservat amb coberta de passeig pels enginyers. Al costat d'aquest bloc hi havia una lluerna que cobria la cúpula que anava sobre l'escala del darrere de primera classe. La quarta xemeneia no complia la funció d'expulsar fum de les calderes, per això li donaren la funció de donar ventilació a les cuines inferiors i la segona sala de màquines on hi havia la turbina que movia l'hèlix de quatre pales. A ambdós costats de la quarta xemeneia hi havia el sostre elevat de la sala de fumadors de primera classe a la coberta inferior. Al final de la coberta hi havia l'entrada i escala de segona classe (la qual descendia fins a la Coberta F). Així mateix, els passatgers comptaven amb la seva respectiva coberta de passeig.

### Coberta A
Coneguda també com la coberta de passeig, aquest nivell té les cabines, la sala de lectura, el saló comú, la sala de fumadors i els cafès Verandah de la primera classe. L'escalinata de segona classe no tenia sortida a aquesta coberta.

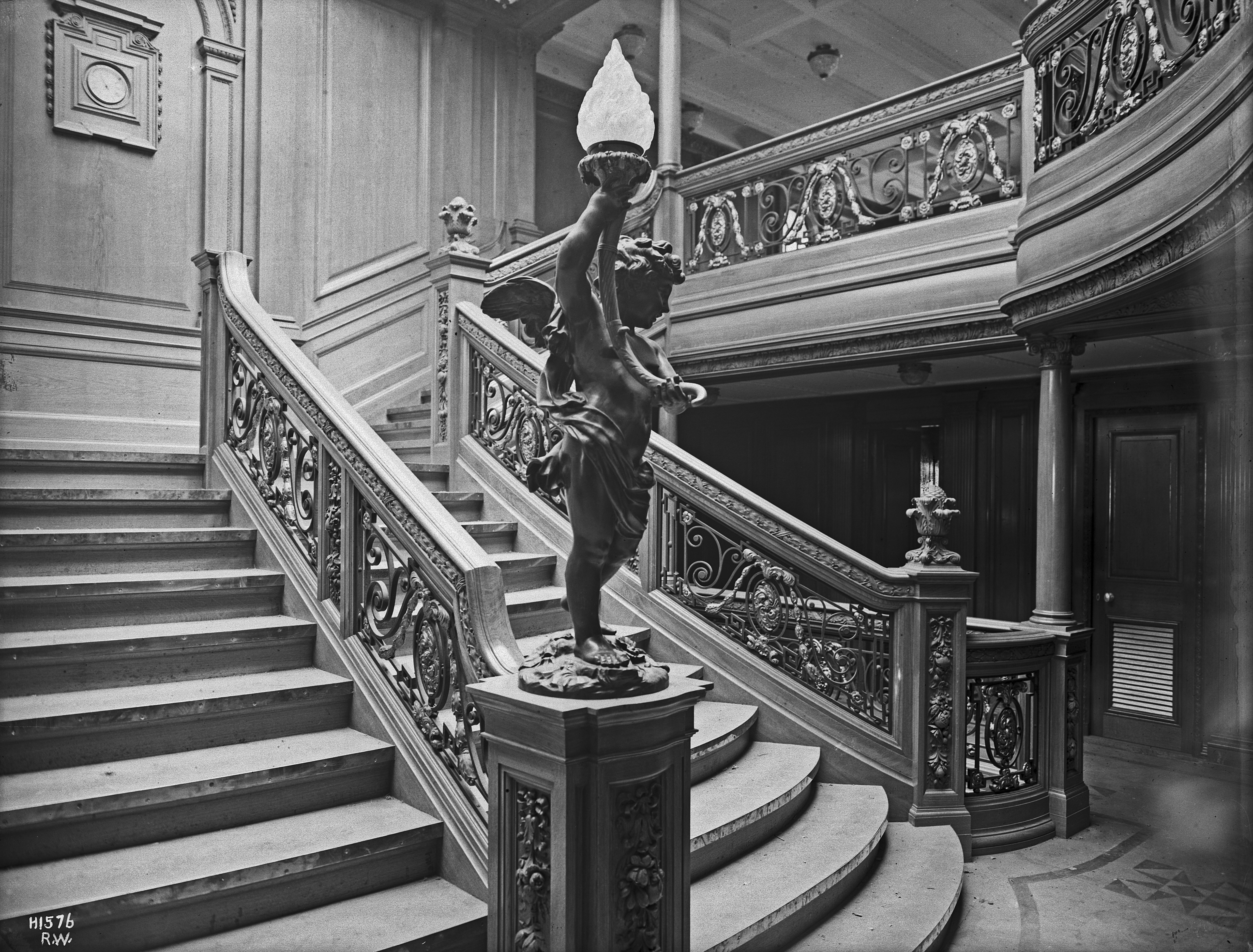
L'escala de primera classe, pel petit i simple rellotge que es veu al cantó superior esquerra s'infereix que és l'escala ubicada més a popa.

La sala de lectura de primera classe fou, generalment, per a ús de les dames. Originalment es planejà construir-la amb la part mitjana superior oberta com en el cas de l'Olympic, i així es feu. Després Bruce Ismay decidiria fer-hi un canvi: la coberta de passeig davantera seria tancada i comptaria amb finestres. Això va deure's a què a l'altre vaixell, observà que la gent es queixava de la brisa marina en llurs cambres. El resultat final fou que la meitat de la coberta fou tancada fins on acabava la sala de lectura i l'altra meitat romandria oberta des del començament del saló comú fins al final. En la part davantera, prop de la primera xemeneia, s'ubicaven les habitacions estàndard de primera classe, les quals estaven decorades amb plafons de pi blanc, comptaven amb estufes elèctriques i amb mobles de caoba luxosos de l'època. Les habitacions interiors en aquesta coberta tenien la facilitat de rebre il·luminació de la coberta superior.
El saló comú de primera classe acollí els passatgers abans que es donés l'ordre de començar l'evacuació. Darrere l'escala i l'entrada, es localitzaven els tres ascensors per a ús exclusiu de primera classe, els quals transportaven els passatgers fins a la Coberta E, la gran escalinata feia la seva primera parada just abans de la segona xemeneia. Després venia el passadís que estava decorat en el mateix estil que l'entrada de primera classe i que comptava amb una porta giratòria. Aquest corredor portava a la sala de lectura i al saló comú de primera classe. La sala de lectura era un ambient decorat en estil gregorià amb plafons de fusta blancs i finestrals que s'estenien fins a la coberta de bots, el que li donava una bona il·luminació. A més tenia una xemeneia d'ornamentació.
Al costat de la sala de lectura i enmig de la segona i la tercera xemeneies hi havia el saló comú de primera classe, el qual estava decorat en l'estil Lluís XV, inspirat en el Palau de Versalles. Estava entapissat i comptava amb plafons de fusta bellament tallada a les parets. A la part davantera, prop de la porta hi havia una xemeneia de decoració sobre la qual hi havia una miniatura de Diana de Versalles, més coneguda com a Artemisa i sobre tot això, un gran mirall. Les finestres s'estenien, com en la sala de lectura, fins a la coberta de bots. Un dels seus majors atractius era el seu gran canelobre, el qual estava ubicat en un petitíssim dom amb tallats. El saló estava subdividit en petites àrees privades separades per murs amb miralls i llums de paret de bronze. Aquí es podien treure llibres gràcies a un prestatge ubicat en la part davantera de la tercera xemeneia. A ambdós costats d'aquest hi havia el rellotge i un baròmetre. A la part posterior, del costat de babord, hi havia un passadís que comptava amb una altra porta giratòria i que connectava el saló amb l'escala posterior, molt semblant a la gran escalinata davantera, però una mica més petita i amb menys detalls (el rellotge del seu primer nivell era diferent del de L'Honor i la Glòria coronant el Temps).
El saló de fumadors, el lloc predilecte dels cavallers de primera classe després dels sopars. Cap a popa s'entrava a la sala de fumadors, decorada en estil gregorià però amb plafons de caoba fosca. En aquests plafons hi havia ornaments de bronze, que li conferien certa elegància. Les finestres no eren translúcides, sinó vitralls. A més, comptava amb preciosos vidres tintats encastats en les parets.
El cafè d'estribord es convertí en una sala de jocs temporal per a nens de primera classe durant el viatge. El terra era de linòleum amb un motiu que fou emprat en altres àrees del vaixell. La seva alçada era major a la de la coberta, ja que el seu sostre estava elevat uns centímetres de més en la coberta de bots. En aquesta elevació hi havia uns petits vitralls que tenien la forma de la meitat d'una el·lipse allargada. Al centre de la paret posterior, la sala comptava amb una xemeneia de marbre blanc que era l'única emprada en tot el vaixell per calefacció, per això comptava amb dos cistells de carbó, un a cada costat; sobre aquesta peça blanca hi havia un quadre titulat El pas del nou món. Els últims espais de primera classe d'aquest nivell eren els dos cafès. Llur decoració es basà en les cases de camp angleses i llurs parets estaven cobertes per heures i miralls, els quals li donaven un efecte d'amplitud. La il·luminació natural provenia de les quatre grans finestres de ferro que tenia cada cafè, que sumades a la coberta oberta, permetien els comensals tenir una magnífica vista de l'oceà. Aquí s'hi servien menjars lleugers, però no esmorzars. L'escala de segona classe passava de llarg aquest nivell, car no tenia sortida.

### Coberta B
Aquest nivell estigué dissenyat principalment per allotjar els passatgers de primera classe i tenir una coberta de passeig que s'estenia des de la seva part davantera fins a la posterior, dividida just després de l'escalinata posterior de primera classe per donar lloc a la coberta de passeig de segona classe. Igual que a la coberta superior, Ismay feu observacions en el viatge de l'RMS Olympic i va veure que aquest sector de passeig de la Coberta B no era tan popular com el del nivell superior. Les principals diferències entre l'Olympic i el Titanic s'aprecien a les cobertes A i B.
És així que es decideix transformar completament la Coberta B, afegint-hi més cabines a la part davantera i fent-hi algunes modificacions a les parts mitja i posterior. Se'ls hi afegí les Parlor Suites (una a cada costat just després de l'escalinata davantera), el conjunt més car del vaixell, unes cobertes de passeig privades. Les altres suites es transformaren, essent esteses cap al buc del vaixell i canviant la ubicació de llurs banys privats. El restaurant a la carta de primera classe va ser remodelat: les dispenses ja no es trobarien prop de l'ingrés per l'escalinata, aquest espai seria solament d'ingrés; s'amplià l'espai cap al costat de babord i cap a estribord, es creà el popularíssim Parisian Cafè, el qual resultà ser tot un èxit. Les finestres de la coberta eren semblants a les de la coberta de passeig tancada del nivell superior; però, en fer-se els canvis, aquestes foren transformades en finestres estretes i només es conservaren les finestres originals en l'embarcament de primera classe, les cobertes privades i el cafè d'estribord.
Aquesta era la coberta que recorria tota l'eslora del transatlàntic, tot i que estava dividida en tres parts, el castell de proa, la meitat del vaixell i la coberta de popa.

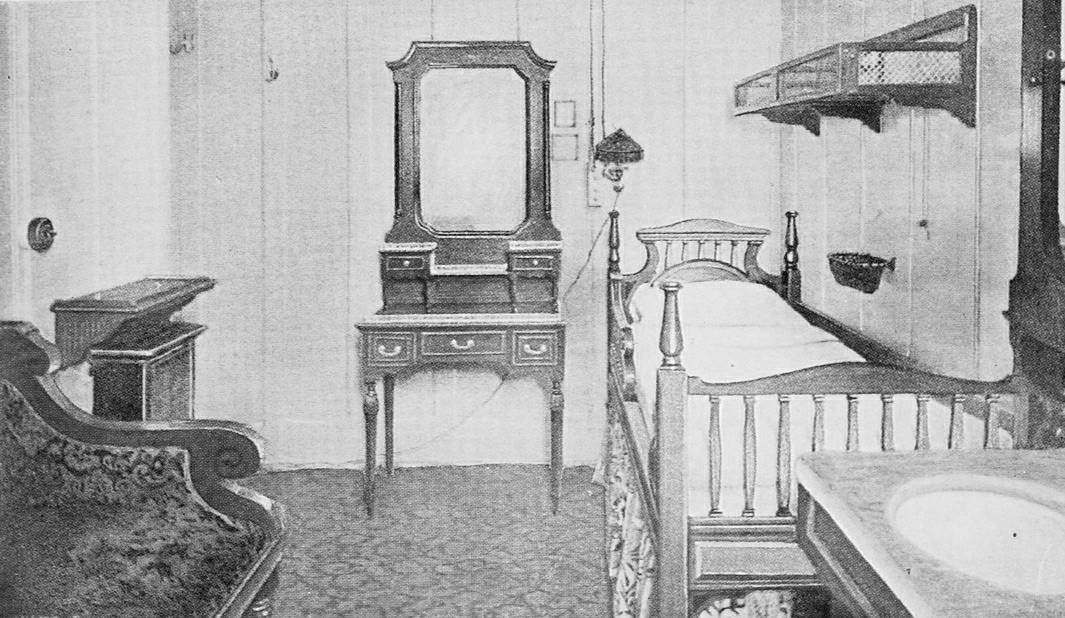
Una cabina estàndard de primera classe, la suite B-21 a la coberta B

Al castell de proa hi havia el pal davanter, la primera escotilla, la qual (a diferència de la resta) funcionava com a claraboia, gràcies als petits ulls de bou sobre la seva coberta. El sistema que movia les dues àncores de proa deixava al descobert les pesants cadenes en aquest espai, així, la grua que s'ubicava darrere de l'àncora servia per transportar-la. Aquesta zona estava reservada per a la tripulació exclusivament, pel que els passatgers de tercera classe no podien accedir-hi des del nivell inferior, encara que hi hagués escales.
La part mitjana d'aquesta coberta era la més llarga. A la part davantera es localitzaven les cabines estàndard de primera classe, les quals s'estenien fins a la gran escala. A ambdós costats d'aquesta s'ubicaven les entrades d'embarcament de primera classe; lamentablement, no existeix cap fotografia d'aquestes seccions al Titanic.
Davant de l'entrada de primera classe s'ubicaven les Parlor Suites, el conjunt més costós del vaixell. Cadascuna constava d'una sala d'estar, dos dormitoris, dos vestidors, un bany i una coberta de passeig privada. Hi havia un conjunt a babord i un altre a estribord. Les dues cobertes de passeig estaven decorades en estil Tudor. La suite d'estribord fou ocupada per la família Martínez Cardeza i la de babord per Bruce Ismay.

### Coberta C
Aquesta coberta estava dedicada principalment a l'allotjament dels passatgers i els espais de la tripulació (els quals estaven reduïts a la proa). Aquesta coberta comptava amb quatre escotilles de càrrega, dues a la proa i dues més a la popa. A la part davantera, sota el castell de proa, hi havia dues cabines (un a cada costat del vaixell) per als homes de coberta. Així mateix, s'ubicaven dos menjadors per ús del personal; el primer, amb capacitat per a 35 persones, li pertanyia als mariners i estava ubicat a babord, després d'una cabina i abans de la cuina de la tripulació. A estribord s'ubicava el menjador pels fogoners de les calderes, amb capacitat per 87 persones. A ambdós costats de l'estructura hi havia escales que conduïen a les cabines dels fogoners a la coberta inferior. Finalment, juntament amb l'espai obert descendint pel castell de proa, hi havia l'hospital de la tripulació. Aquesta coberta li pertanyia a la tercera classe, pel que s'hi instal·laren escales d'accés (una a cada costat) des del seu espai tancat de la coberta D.

### Coberta D

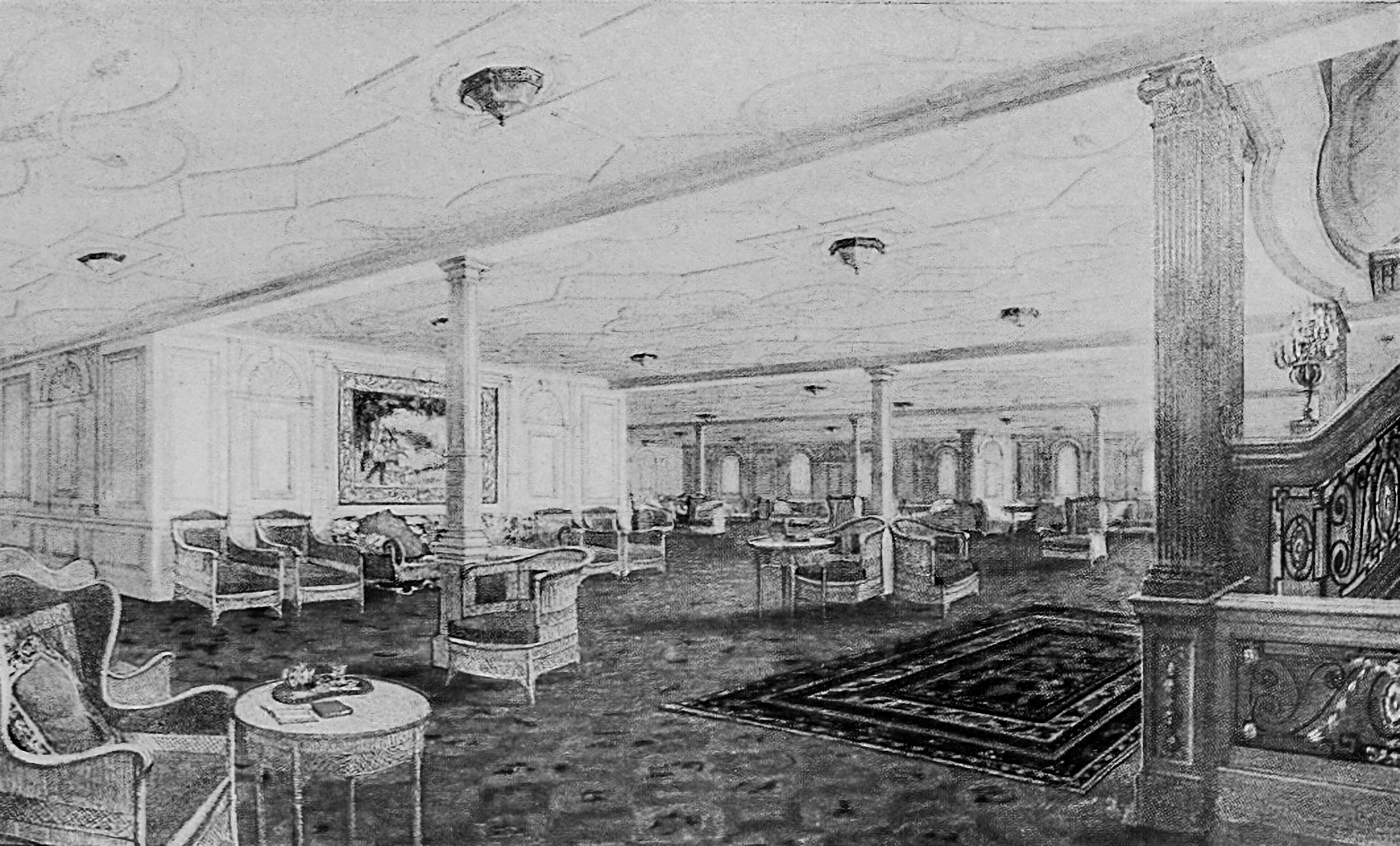
La sala de recepció de primera classe a la coberta D

A la part davantera hi havia les estances dels maquinistes i una sala comuna de tercera classe. Després d'ésser separats per una mampara seguien les habitacions de primera classe, les quals estaven decorades amb plafons de fusta blancs que es prolongaven fins abans dels elevadors. El bany de cavallers s'ubicava cap a proa juntament amb quatre banyeres compartides i el bany de dames s'ubicava cap a popa amb unes altres quatre banyeres. En aquesta secció comptaven amb una petita dispensa. Després hi havia les portes d'embarcament de primera classe (dues a cada costat), les quals es tancaven hermèticament adherint-s'hi al buc; cap endins es tancaven amb reixes dobles ornamentades. L'única il·luminació d'aquestes sales d'embarcament provenia de les dues finestres rectangulars que tenia cada porta i llur decoració era de plafons blancs tallats amb terra de linoli blanc; també comptaven amb una porta doble del mateix disseny de les que connectaven al menjador (fusta amb ferro) i amb un arc que conduïa als ascensors. Cap a popa, cada sala tenia una vitrina.
En baixar per l'escalinata, els passatgers entraven a la sala de rebudes, decorada amb butaques i taules de vímet i amb plafons de fusta blancs, aquesta sala estava afegida, mitjançant portes dobles, al saló-menjador de primera classe.
El menjador de primera classe era d'estil jacobí, en combinació de plafons blancs i mobles de caoba, amb llums en totes les taules i vitralls en profusió, que rebien la llum natural d'una filera doble d'ulls de bou; cap a proa hi havia un espai pel piano, aquest era el saló més espaiós del vaixell. El menjador de segona classe estava situat a popa, amb plafons de fusta de color natural i cadires del mateix material, aquest menjador era gairebé tan espaiós com el de primera classe i el menjar servit en aquest provenia de la mateixa cuina que el servit al menjador de primera classe.
En aquesta coberta també hi havia l'hospital del vaixell, comptava amb cinc cabines privades cadascuna amb una llitera i una farmaciola de primers auxilis molt completa segons relats dels supervivents, l'hospital només podia ser utilitzat per passatgers de primera i segona classe. La galeria dels passatgers de segona classe servia com punt de reunió de tots els passatgers d'aquesta classe després del sopar.

### Coberta E
Aquesta era l'última coberta a la qual arribava l'escalinata de primera classe de proa, en aquesta coberta estaven els banys turcs. Els banys turcs només podien ser utilitzats pels passatgers de primera classe, evidentment, estaven decorats amb rajoles de rics colors, columnes sobredaurades i llums de bronze.

### Coberta F
En aquesta coberta hi havia la piscina, el menjador de tercera classe i la sala general de tercera. La piscina era una novetat tant en el Titanic com en l'Olympic, només la podien emprar els passatgers de primera classe, com els banys turcs, tenia una profunditat de sis metres i mig. Situat enmig del vaixell, el menjador de tercera classe era en realitat dos salons dividits per una mampara. Les seves parets estaven pintades d'esmalt blanc i decorades amb pòsters de l'empresa mare de la White Star Line, l'International Mercantile Marine (IMM). La sala general, amb els seus plafons de fusta de pi i els seus mobles robustos de teca, funcionava com el saló de tercera classe.

## Estils decoratius
El Titanic comptava amb decoracions basades en estils clàssics, com l'Imperi, Regència, Lluís XIV, Lluís XV, Lluís XVI, Adams, Modern, Jacobí, entre d'altres... un fou creat per l'autora Diana Coronado.

## Viatge inaugural

La ruta del viatge inaugural; la X marca el lloc on va ocórrer l'enfonsament.

Els preparatius havien començat feia una setmana: avituallaments, allotjament de la tripulació contractada, habituació a les seves tasques, etc. Quan arribà el dia en què el Titanic havia de salpar des del port de Southampton, el 10 d'abril de 1912 la gent estava tan emocionada que alguns deien que tot semblava un somni.
El vaixell era comandat pel veterà capità Edward John Smith, el més experimentat i prestigiós de la White Star Line, qui prèviament al viatge expressà que aquest seria l'últim abans de jubilar-se, perquè desitjava estar més temps amb la seva esposa i filla. Smith havia comentat per a una revista de l'època: "No puc concebre que alguna cosa pugui enfonsar els vaixells d'avui, la construcció moderna va molt més enllà d'això".
Bruce Ismay, que s'havia allotjat en un hotel prop de l'ancoratge del Titanic, s'hi embarcà amb gran pompa en el navili. Entre la primera, segona i tercera classe, hi havia un total de 2.224 passatgers, qui gaudiren d'un formós palau surant, amb luxosos menjadors, piscina interior, biblioteques, gimnàs, enllumenat a totes hores i banys turcs.
L'oficialitat del Titanic estava composta per:
- Capità: Edward John Smith.
- Cap d'oficials: Henry Wilde.
- Primer oficial: William McMaster Murdoch (originalment assignat com cap d'oficials).
- Segon oficial: Charles Lightoller.
- Tercer oficial: Herbert Pitman.
- Quart oficial: Joseph Boxhall.
- Cinquè oficial: Harold Lowe.
- Sisè oficial: James Paul Moody.

## La catàstrofe

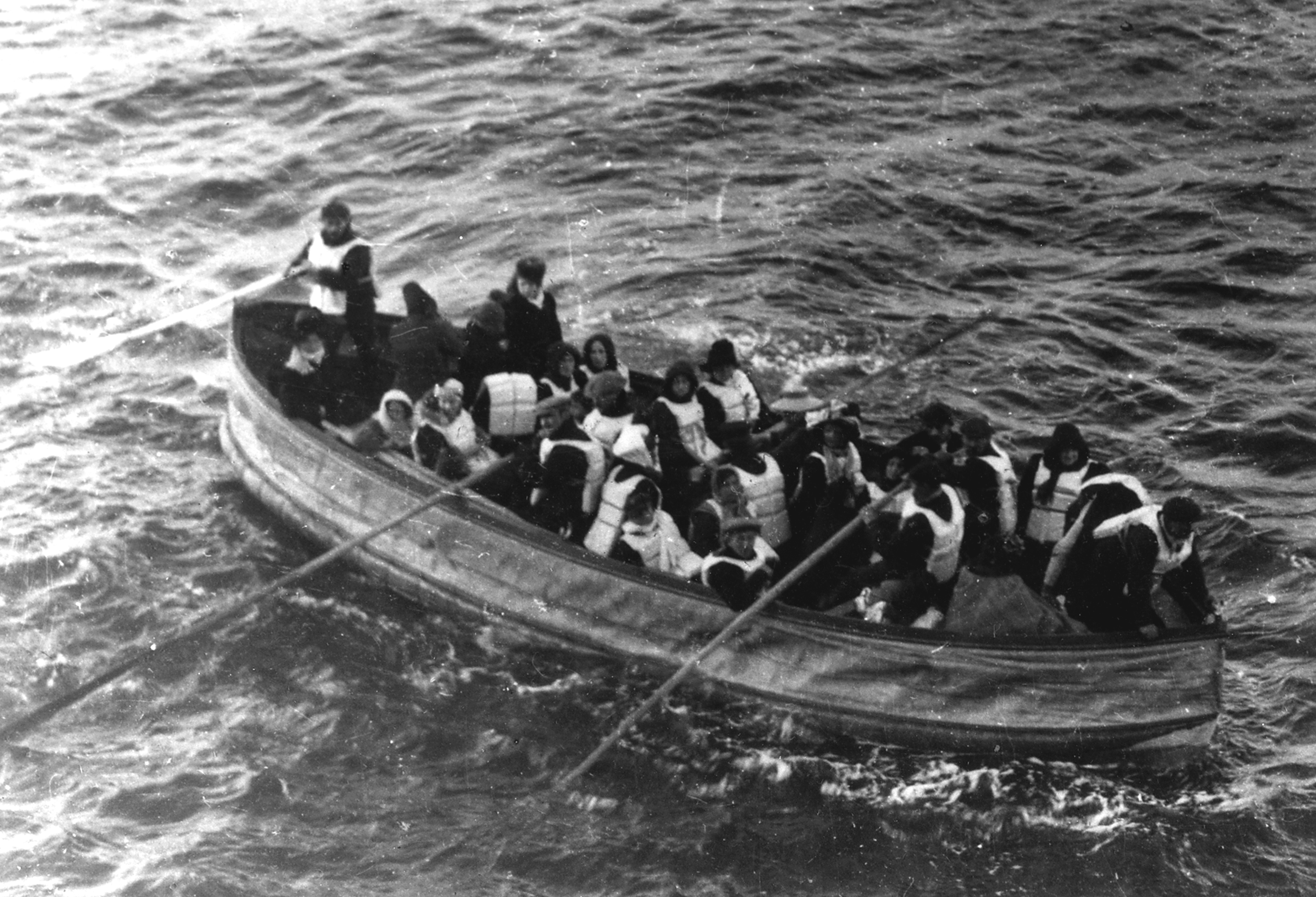
Bot salvavides del Titanic, fotografiat per un passatger des del Carpathia

El Titanic va tenir un viatge agradable. Des de Southampton viatjà a Cherbourg on embarcaren més passatgers, després atracà a Queenstown, Cork, Irlanda on embarcaren passatgers de tercera classe i el correu.
Els dies van transcórrer sense novetat, però el 13 d'abril començaren a arribar els primers informes d'albirament de blocs de gel en la ruta preestablerta; almenys una dotzena de missatges van poder ser rebuts abans que el telègraf Marconi fallés per un lapsus de 10 hores.
Reestablerta la comunicació a la cabina de ràdio, els radiotelegrafistes començaren a rebre avisos de perill d'icebergs, els quals foren ignorats o no considerats d'importància per l'oficialitat reemplaçant.
El clima es refredà a mesura que s'apropaven als grans bancs de Terranova i el capità Smith manà alterar una mica el rumb per passar més cap al sud dels grans sectors d'icebergs. La velocitat era de 22 nusos i Smith consultà el vicepresident de la companyia, Bruce Ismay, si podia reduir-la; però aquest s'hi negà tot indicant que desitjava fer el millor temps en el viatge inaugural.
L'últim vespre del 14 d'abril va sorprendre el Titanic navegant en aigües molt tranquil·les. Quan la nit, molt freda, va caure, el navili navegava en una zona d'aigües quietes sense onatge, un vertader mirall líquid negre, el qual era un inconvenient per a albirar icebergs, ja que no hi ha onades que xoquin contra la seva base. Smith consultà de nou J. Bruce Ismay si podia reduir la velocitat; però, de nou, aquest ho rebutjà. Aleshores, Smith manà llavors redoblar la guàrdia als pals.

### 23.45 h, l'impacte

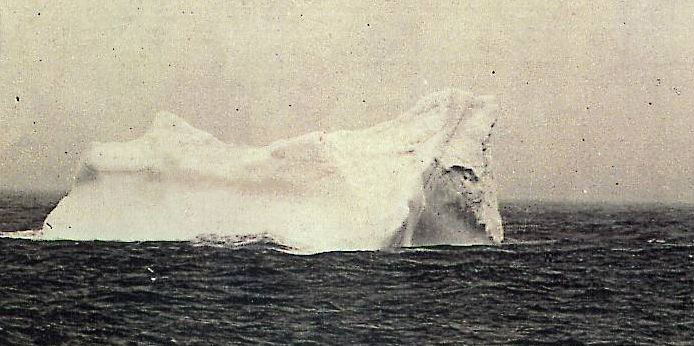
Possible iceberg que impactà amb el Titanic. Fou fotografiat 5 dies després de l'enfonsament pel mariner Stephan Rehorek, qui el fotografià per la línia vermella en la base.

Poc abans de la mitjanit (23:40) del 14 d'abril, amb una nit estelada i un mar excepcionalment tranquil, els guaites donaren alarma d'iceberg al davant, a 600 m de la proa. El primer oficial Murdoch, de guàrdia en aquell moment després de la retirada del capità Smith a la seva cabina, intentà evitar la col·lisió, primer girant el timó tot a estribord, seguidament donant marxa enrere, la qual cosa fou fatal, car el timó va perdre pressió de virada. En l'últim minut el vaixell arribà a evitar el xoc frontal (amb el que segurament no s'hauria enfonsat i hauria estat capaç de seguir navegant fins a Nova York sense problemes). Finalment el navili va fregar l'iceberg i les plaques de babord es van obrir amb sis bretxes diferents que en total en sumaven cinc compartiments amb aigua. El Titanic quedà sentenciat.

### 00.00 h, la mala notícia

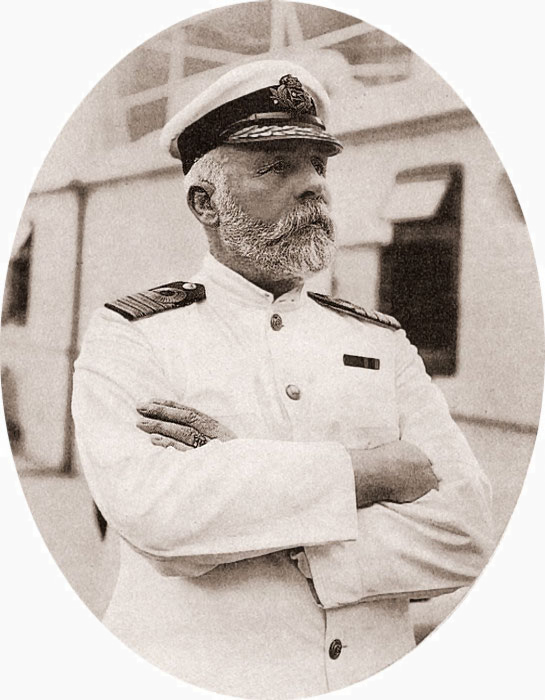
Capità, Edward John Smith, del Titanic

Smith, qui era a la seva cabina, sortí quan ja la panna de glaç estava llunyana i s'informà del que havia passat. Va fer aturar immediatament el vaixell i feu repassar per un fuster tot el navili.
Cinc dels seus compartiments estancs davanters de babord es corbaren cap endins, saltant les rebladures i inundant-se. Al principi el dany no semblava fatal, tanmateix, el seu dissenyador Thomas Andrews, després de repassar el vaixell amb el fuster Huchtkins, va predir l'increïble: el Titanic s'enfonsaria en un interval d'entre dues i quatre hores.
El capità i l'oficialitat varen quedar-se gelats i d'una peça, estupefactes. Intentant no difondre el pànic, Smith va instruir els seus oficials per l'abandonament del vaixell. Impactat i en estat de xoc, Smith sabia per simple aritmètica que molts passatgers moririen per l'escàs nombre de bots. D'aquí endavant Smith, tot i la seva vasta experiència, es mostrà irrellevant amb l'escàs temps, erràtic i aliè a la situació i en la seva forma d'actuar.
Només s'embarcaren 711 persones d'un total de 1.100 places disponibles als bots, donant-se preferència a la primera i segona classe, dones i nens principalment. El 50% de la tercera classe va morir. El Titanic havia col·lidit a unes 600 milles de l'illa de Terranova.

### 00.10 h, SOS
Jack Phillips, primer oficial de ràdio, rep l'ordre d'enviar telegrames demanant auxili. El primer de diversos missatges, serà: "CQD CQD CQD CQD CQD de MGY MGY MGY MGY MGY posició 41,44 N 50,24 W" (CQD era la forma antiga de demanar auxili). A més, en altres trucades utilitzarà les sigles SOS, essent un dels primers (no el primer) a emprar aquest missatge.
A les 00.30 h la proa estava ja submergida, a les 1.45 h arribava a la coberta de bots. Això va desencadenar el pànic entre els que quedaven i va haver-hi trets i confusió.

## Opinions i proves sobre el final del Titanic
Moltes fotografies i il·lustracions mostren el Titanic arribant, sencer, a un angle de 30°. Actualment es creu que la nau es va partir en dos en un angle molt menor: de només 11°, i que es va partir de forma gradual, començà a partir-se per les cobertes inferiors entre la 3a i 4a xemeneia, quan la zona del trencament estava ja coberta per l'aigua i la proa totalment inundada, i amb una empenta cap avall considerable començà a partir el buc en sentit contrari al que s'estava fent fins al moment, la qual cosa aixafà les cobertes superiors i produí un tall net a la quilla. Es produí un trencament del buc al nivell del mar o sota l'aigua, la popa va caure lleument només fins que la proa, encara unida, s'enfonsà i deixà la secció de popa en una posició gairebé vertical. Un cop separades, la secció de popa feu mitja volta de gairebé 180° sobre si, va romandre un minut immòbil (segons testimonis) i finalment s'enfonsà en l'oceà.
Aquesta teoria, desenvolupada a la vista de noves proves trobades en 2005 pel vaixell d'investigació rus Keldish i una expedició d'History Channel, és la primera que explica que la nau s'hagi partit en dos i que hi hagués gent que hagi testificat que s'enfonsà intacta i una altra que es partí en dos.
Per molts observadors del Titanic no semblava haver-se partit atès que el trencament final es produeix sota l'aigua, per altres només propers o més observadors si s'apreciaria com començà a partir-se en dos de mica en mica i el trencament produí la curta caiguda i després l'aixecament de la popa. Jack Thayer, un dels supervivents i testimonis de l'enfonsament, declarà que el vaixell s'havia partit i dibuixà el Titanic en dues parts; la proa sembla sortir de l'aigua i la popa en angle de 80°. Posteriorment, gràcies a l'History Channel, es trobaren dues seccions del fons del buc separades a 800 m entre si que encaixaven perfectament, una de les seccions correspondria al tros de proa i l'altre al sector de popa. Això recolza la teoria que el vaixell es mogué cap avall i cap a dalt abans de separar-se les dues parts.
Segons una expedició francesa de Le Soirot amb el submergible Nautilus a bord de les naus Nadir i Ocean Voyager, el buc del Titanic estava especialment feble per l'extrem fred d'aquella nit, cosa que va contribuir a la seva fractura.
Després de l'enfonsament, la part de la proa topà contra el fons del mar a uns 20 o 21 nusos (gairebé la mateixa velocitat que tenia quan va col·lidir) i, amb l'impacte, l'estructura sofrí danys una mica greus. Una de les coses que resulten misterioses és el rastre de runes que el precedeix com una catifa estreta, que arriba fins al camp on es troba la part anterior.
Per la seva part, la popa, encara plena d'aire va caure rotant sobre si mateixa, amb implosions per la pressió que la deformaren i esqueixarent les cobertes, i finalment s'estampà de pla contra el fons i quedà totalment destruïda. Només el costat de babor és recognoscible.
Parts del vaixell, com les xemeneies, són difícils d'identificar car, després de l'enfonsament d'ambdós segments del navili, aquestes seguien enllaçades gràcies a la increïble velocitat adquirida per la proa i les violentes implosions que sofrí la popa per la pressió, aquestes pràcticament es desintegren en ambdós casos.
Com a curiositat, l'HMHS Britannic —vaixell bessó del Titanic i l'Olympic— que s'enfonsà en 1916 després de topar amb una mina, s'enfonsà de forma molt similar al Titanic, però no es partí en dos. El Britannic s'enfonsà per proa i aixecà la seva popa en l'aire en un alt angle, fins que la proa topà contra el fons (el Britannic s'enfonsà amb només 200 m d'aigua i la nau mesurava 275 m de llargada). Mentre encara estava aixecada la popa, el Britannic tombà i s'enfonsà de costat. Noti's que el Britannic s'enfonsà intacte al contrari que el seu germà. Els motius són que el Britannic s'enfonsà en aigües calentes en el canal de Kea, que el seu buc estava més reforçat que el del Titanic, encara que l'acer era el mateix, i que no arribà a aixecar-se completament per l'impacte amb el sòl marí.

## Seqüeles i conseqüències

Memoràndum de l'Armada dels Estats Units relatiu al Titanic.

A partir d'aquest accident, es feu càrrec el jurisconsult de renom Lord Mersey i es convocà el 1913 a Londres la 1a Convenció sobre Seguretat de la vida en el Mar, que adoptà en 1914 el primer Conveni Internacional per la Protecció de la Vida Humana en el Mar (SOLAS), una sèrie de mesures per evitar la sèrie d'errors que havien motivat i agreujat tal catàstrofe, entre ells l'habilitació d'una ruta molt més al sud en temps de desglaç i una patrulla marítima que advertís periòdicament d'icebergs en ruta.
Un dels supervivents més vilipendiats i vituperats fou Bruce Ismay, qui a l'any es retirà de la White Star Line i s'enclaustrà a casa seva fins al dia de la seva mort en 1937, prohibint els habitants de parlar del tema en la seva presència.
Un altre dels prejutjats fou el capità del SS Californian, a qui se'l tractà de covard i negligent en ésser el vaixell que estava més a prop del Titanic (10 milles) i no haver fet res per intentar reconèixer la procedència de les bengales blanques vistes pel guaita.
La figura del capità Edward John Smith s'aixecà en el sentiment popular com la d'un heroi, i al seu poble natal se l'ha erigit una estàtua.
La catàstrofe del Titanic seria novament recordada, tot i que en circumstàncies diferents, amb l'enfonsament de l'RMS Lusitania a les aigües del Fastnet a Irlanda el 7 de març de 1915. El Lusitania fou l'inspirador del luxe per la White Star Line.

## Llegendes i mites

### El naufragi més gran de la història?
Al contrari del que sol creure's, la major tragèdia marítima de la història no fou l'enfonsament del Titanic, sinó el d'un transatlàntic alemany anomenat Wilhelm Gustloff. Aquest desastre va succeir durant la fase final de la Segona Guerra Mundial.
Quan l'exèrcit alemany ja estava proper a la seva derrota final, milions de civils alemanys viatjaven cap a l'oest fugint de l'Exèrcit Roig. El 30 de gener de 1945, el transatlàntic Wilhelm Gustloff salpà des del port de Gdynia (Polònia) ple al màxim amb 8.000 refugiats a bord.
Sense navilis de guerra que l'escortessin i amb només 12 llanxes salvavides, era un blanc fàcil pels submarins russos. El 31 de gener un torpede llençat per un submarí soviètic S-13 impactà en el vaixell, i el Wilhelm Gustloff s'enfonsà en menys d'una hora. Navilis de guerra alemanys varen rescatar 960 supervivents, molts dels quals moririen de fred poc després. Es calcula que van morir unes 7.000 persones en total, cosa que equival a cinc cops més que en l'enfonsament del Titanic.

### Ús del SOS
Tot i que està molt estesa la creença que en l'enfosament del Titanic s'utilitzà per primer cop el «SOS», en realitat no fou així. El SOS es proposà en la Conferència Internacional de la Comunicació Sense Fil en Mar de Berlín el 1906. Es ratificà per la comunitat internacional el 1908 i des de llavors se'n començà a estendre's l'ús. El senyal, tanmateix, rarament fou utilitzat pels operadors de ràdio britànics, que preferien l'anterior codi «CQD».
El primer operador de ràdio del Titanic, Jack Phillips, començà retransmetent CQD fins que el segon operador Harold Bride suggerí, fent-se el graciós: «Enviï SOS; és la nova trucada, i aquesta pot ser la seva última oportunitat d'enviar-lo». Llavors, Phillips, que va morir en l'enfonsament, començà a escampar SOS entre els CQD tradicionals.

### L'orquestra delTitanic
Una de les més famoses llegendes del Titanic és la relativa a la seva banda de música. Durant l'enfonsament, els vuit membres de la banda, dirigits per Wallace Hartley, se situaren al saló de primera classe en un intent per fer que els passatgers no perdessin la calma ni l'esperança. Més tard van continuar tocant en la part de popa de la coberta de bots. La banda no deixà de tocar fins i tot quan ja era segur que el navili s'enfonsaria.
Cap dels integrants de la banda va sobreviure al naufragi, i des de llavors hi ha hagut molta especulació respecte a quina fou l'última melodia que interpretaren. Alguns testimonis diuen que l'última cançó fou «Nearer, my God, to Thee» ('Més a prop, oh Déu, de tu'). Per una altra banda, existeixen tres versions d'aquesta cançó i ningú ha pogut confirmar exactament quina d'elles s'interpretà, o si realment va ser aquesta l'última.
El cos de Hartley fou un dels que es van recuperar i ser identificats. El seu funeral a Anglaterra comptà amb la presència de milers de persones. Tot i ser considerat com un heroi al seu país, la naviliera White Star Line li cobrà a la família la despesa de la pèrdua del seu uniforme.

### Misteri poc conegut
Sobre el total de passatgers hi havia tres uruguaians, el senyor Francisco Carrau i el seu nebot, i el senyor Ramon Artagaveytia (resident a l'Argentina), que ocupaven cabines de la primera classe, i només un mexicà, el diputat Manuel Uruchurtu. Artagaveytia pujà al port de Cherbourg el 10 d'abril de 1912, i és un misteri el número de cabina assignat, ja que mai no fou senyalat en la llista de l'assignació trobada a la butxaca de l'administrador Herbert Cave; tot i que el seu cos fou recuperat més endavant i poc se sap sobre el senyor Artagaveytia durant el viatge.

## Rescat

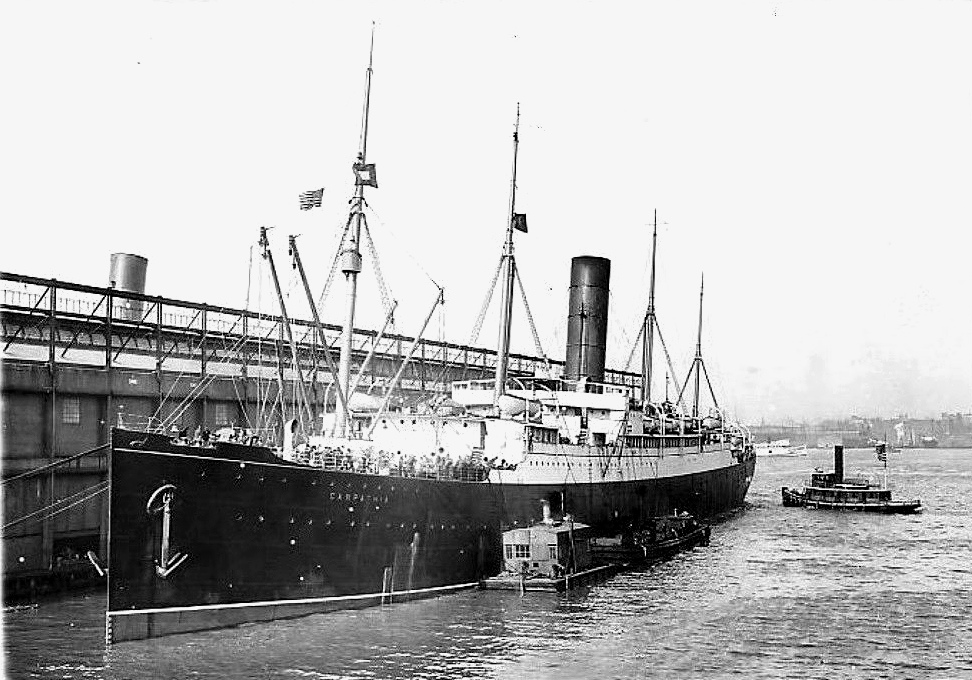
L'RMS Carpathia arribant amb els passatgers del Titanic a Nova York

L'RMS Carpathia era un transatlàntic menor de 13.000 t de la Curnard Line que venia des de Nova York en ruta vers Itàlia (Fiume). El comandava el veterà capità Arthur Rostron. Cap a les 0.25 del 15 d'abril de 1912 va rebre la increïble notícia que l'RMS Titanic s'enfonsava després d'impactar amb un iceberg. El CQD enviat era tan angoixant que Rostron no en va tenir dubtes i canvià unes 58 milles de distància cap al sud de la posició de l'RMS Titanic.

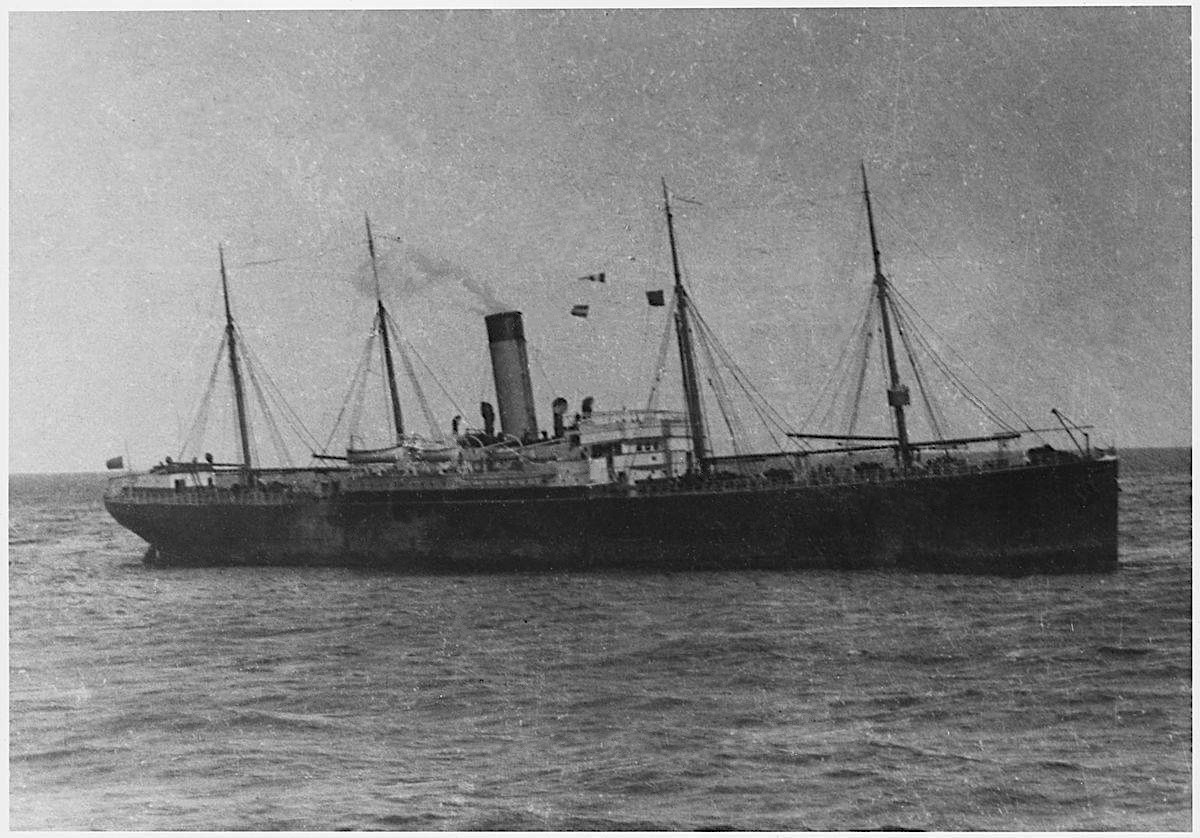
L'SS Californian

Avisà el Titanic que hi arribaria al cap de quatre hores, ja que estava a 58 milles de distància cap al sud gairebé en línia recta.
L'RMS Carpathia no era el vaixell més proper. L'SS Californian, un navili de transport mixt, estava a menys de 10 milles de distància i tenia al Titanic a la vista. Però havia desconnectat el telègraf sense fil com a conseqüència, entre altres raons, del pèssim tracte donat pel telegrafista Jack Phillips del Titanic deu minuts abans del xoc, i el seu capità, Stanley Lord, havia desestimat els molts senyals visuals lluminosos enviats pel vaixell condenat, per la qual cosa no va prendre part en el rescat. (Les seves controversials i contradictòries declaracions posteriors davant la Comissió Britànica acabaren amb la reputació de Lord i fou desvinculat de la Leyland Co.)
L'RMS Carpathia arribà a les quatre de la matinada al sector i a l'alba descobrí els bots salvavides de l'infortunat transatlàntic enmig de les pannes de glaç. Va poder rescatar 706 persones (un mort) i a més va pujar a bord els bots del desaparegut vaixell, a excepció dels plegables i es retirà del lloc a les 8.50 h al moment que el SS Californian apareix en l'horitzó acudint al rescat tard i Rostron li encarrega escombrar la zona en cerca de supervivents.

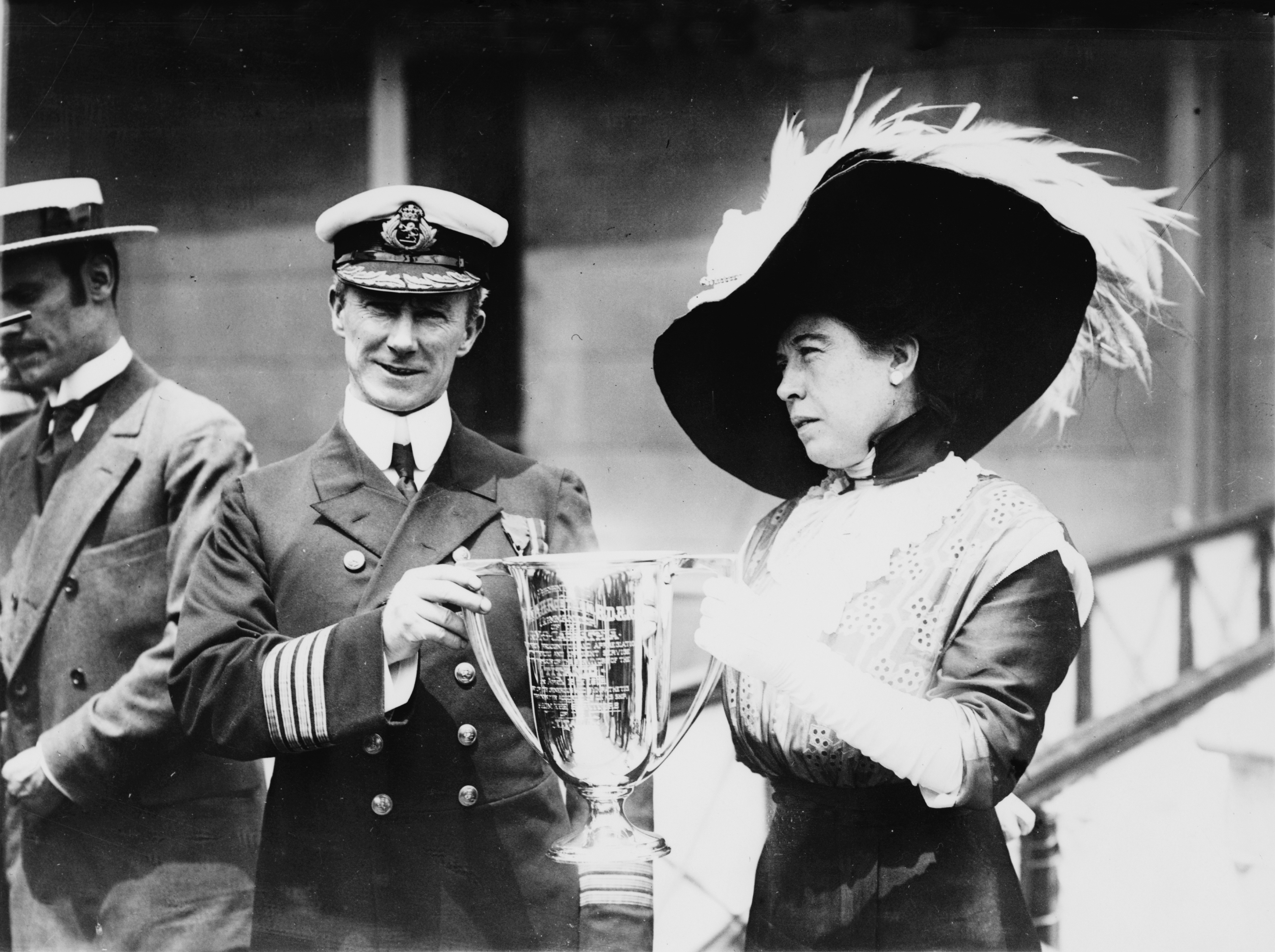
El capità Rostron i Molly Brown al moment d'ésser honrats amb un reconeixement

Va posar rumb de tornada a Nova York i durant la travessia albergà els passatgers segons la classe i mantingué silenci telegràfic fins a arribar a Nova York, on desembarcà passatgers i els bots del Titanic enmig de la major expectació periodística.

## Redescobriment
L'1 de setembre de 1985, l'investigador Robert Ballard i el seu equip ubicaren les restes submergides del Titanic a 4.000 m de la superfície, cosa que provocà gran expectativa mundial. S'utilitzà l'equip submergible ARGO que anava equipat de càmeres sensibles a la foscor.
Un cop explorat preliminarment, es descobrí que el Titanic no estava sencer, sinó que estava partit en dos, cosa que va suggerir que s'havia partit en el moment d'enfonsar-se: curiosament, pràcticament cap supervivent a excepció del jove Jack Thayer recorda aquest succés; segons els mateixos dibuixos de l'època, apareguts en la premsa, el vaixell va enfonsar-se aparentment d'una peça i amb la popa en l'aire.
Una visió fantasmal va sorgir des del fons i es va poder veure la secció de proa del famós navili plena de caramells d'òxid i en relatiu estat general, en tot cas pitjor del que van imaginar-se molts interessats en el tema, que esperaven un vaixell gairebé sencer i en bon estat en el fons.
El descobriment de les restes del navili l'any 1985 per l'equip liderat per Robert Ballard i Jean-Louis Michel ha tornat el Titanic a l'actualitat. S'han realtzat nombroses exposicions d'objectes rescatats de la carcassa, així com de l'interior del vaixell, i han apareigut diverses societats històriques i culturals que difonen i investiguen tot el relacionat amb el mític transatlàntic.

## Altres missions
Un any més tard del seu descobriment, l'any 1986, una altra missió, aquest cop tripulada per tres persones a bord del vehicle d'immersió profunda ALVIN de la Woods Hole Oceanographic Institution (WHOI), arribà fins al lloc del naufragi del Titanic. El 1987, una expedició de francesos arribà al lloc amb l'objectiu de rescatar objectes del fons marí. Va sorgir la controvèrsia de si era més valuós deixar les restes al seu lloc històric o rescatar els objectes per exhibir-los en museus o mostres itinerants.
El 1994, la companyia RMS Titanic, Inc. és reconeguda com l'organització amb els drets sobre les possessions del Titanic. L'ordre dictada per una cort dels Estats Units és reconfirmada l'any 1996. Això inclou el dret a recuperar artefactes del naufragi. Durant les set expedicions dutes a terme els anys 1987, 1993, 1994, 1996, 1998, 2000 i 2004, RMS Titanic, Inc. ha recuperat 5.500 artefactes, des de part del buc fins petites peces. Més de quinze milions de persones de tot el món han vist els artefactes, que s'exhibeixen en una mostra itinerant.
El 1998, una expedició recuperà una peça del buc del vaixell de disset tones per ésser exhibida.

## Estat actual del buc
El Titanic està partit en dues seccions separades entre si per uns 600 o 800 m. La corrosió marina ha fet els seus efectes omplint de caramells d'òxid cada espai del navili i la tomba que és en si el vaixell està molt oxidada i degradada. Alguns perfils ni tan sols són reconeixibles, la coberta de fusta i tots els objectes exteriors d'aquest material han desaparegut i està només present la base d'acer coberta en part per les restes del fang (la part inferior) i unes altres concrecions marines.
La secció de popa està greument malmesa i ni tan sols és reconeixible. Per les característiques del dany, els investigadors sostenen que aquesta part del vaixell va caure gairebé de pla sobre el fons (des d'una alçada de més de 3 km), i es va desarmar i aixafar per la força de l'impacte.
També es creu que, a diferència de la secció de proa, la de popa en enfonsar-se no estava completament inundada, cosa que, durant el descens, va poder provocarun sobtat aixafament del buc en arribar a una profunditat determinada, a causa de l'enorme pressió de l'aigua.
La secció de proa està en un relatiu millor estat respecte a la de popa i les seves estructures són reconeixibles encara. Falta una secció mitjana del vaixell d'uns 104 m aproximadament que es creu està enterrada en el llim i prop d'aquesta secció.
L'estat general de les restes del Titanic ha preocupat últimament la comunitat científica, car s'ha verificat un augment de la velocitat de corrosió tot i l'escassa proporció d'oxigen en les fredes aigües. Això és conseqüència dels forts corrents imperants com el de Loreley, que recorre tot el fons marí de la zona.
Els investigadors associen el millor estat de la secció de proa al fet que aquesta "planejà" en l'aigua i es posà amb relativa suavitat en el fons.
Algunes expedicions han arribat a introduir-hi robots amb càmeres al seu interior. Aquests van recórrer algunes habitacions de la coberta A i s'han trobat que algunes instal·lacions interiors -com xemeneies en les habitacions de luxe, ceràmiques, pianos, cadires i catres- encara són recognoscibles, en especial els llums.
A la secció de popa, el camp de restes associat a aquesta porció conté una gran quantitat d'objectes que es van desprendre del seu interior. Maletes, cassoles, porcellanes i ampolles estan barrejades entre els ferros fantasmals del voltant. En investigar la secció de proa, alguns exploradors creuen haver trobat la fisura provocada per la panna de glaç i han llençat algunes teories que han rebutjat la idea que l'iceberg esquerdés l'obra viva.
S'ha acceptat que l'iceberg va desprendre les rebladures de les planxes del buc corbant-les, cosa que va permetre que l'aigua hi penetrés. A l'interior, les peces de fusta que subsisteixen són escasses i estan en avançat estat de descomposició. La idea original de fer aparèixer el buc és absolutament impracticable.
Alguns fragments del buc que han estat analitzats han demostrat el perquè del naufragi: segons els investigadors, l'acer emprat en la construcció contenia una alta proporció de sofre i fòsfor, elements que conferien a aquest acer una alta fragilitat en navegar per aigües molt fredes; només va caldre una moderada tensió transversal (el fons de la panna de glaç) perquè les rebladures saltessin i es produís la fatal via d'aigua. En poques paraules, el desastre del Titanic fou de tal magnitud que obligà i segueix obligant els actuals constructors de navilis i autoritats governamentals a prendre i establir les més estrictes normes de seguretat.
Després de Ballard, les restes del Titanic han estat sistemàticament saquejades, i se n'han extret centenars d'artefactes com porcellanes, ampolles, maletes, etc.

## Passatgers

### Primers supervivents morts
- Maria Nackid - passatgera de 3a classe, 30 de juliol de 1912 (2 anys) per meningitis.
- Eugenie Baclini - passatgera de 3a classe, 12 d'agost de 1912 (4 anys) per meningitis.
- Coronel Archibald Gracie - passatger de 1a classe, 4 de desembre de 1912 per un coma diabètic.
- Marie Eugenie Spencer - passatgera de 1a classe, octubre de 1913 (55 o 56 anys).
- Maximilian Frölicher - passatger de 1a classe, 22 de novembre de 1913 (62 anys) per hipotèrmia.
- Kornelia Andrews - passatgera de 1a classe, 4 de desembre de 1913 (64 anys) per pneumònia.

### Últims supervivents morts
Les tretze últimes persones que van sobreviure del Titanic són:
- Ruth Elizabeth Blanchard (1899-1990)
- Bertram Vere Dean (1910-1992)
- Louise Gretchen Pope (1908-1992)
- Beatriz Irene Sandstrom (1910-1995)
- Eva Miriam Hart (1905-1996)
- Edith Brown (1896-1997)
- Louise Laroche (1910-1998)
- Eleonor Johnson (1910-1998)
- Michel Marcel Navrati (1908-2001)
- Winnifred Vera Quick (1904-2002)
- Lillian Asplund (1906-2006)
- Barbara West (1911-2007)
- Millvina Dean (1912-2009)

### Última supervivent
Elizabeth Gladys Dean, nascuda el 1912Elizabeth Gladys Dean ha estat l'última persona a morir de totes les que varen embarcar al Titanic. L'última que encara podia recordar l'enfonsament era Lillian Asplund, ja que quan va ocórrer tenia 5 anys, però va morir el 6 de maig de 2006 a Massachusetts, Estats Units. A més, com la seva mare, sempre es negà a donar testimoni sobre la tragèdia. Barbara West, que comptava 10 mesos i 22 dies, també va morir l'octubre de 2007. Per tant, Millvina Dean (Elizabeth Gladys Dean), amb 10 setmanes en el moment de l'enfonsament, fou la persona més jove de totes les que embarcaren i morí el 31 de maig de 2009.

### Passatgers catalans del Titanic[3][4]
Entre els nombrosos viatgers del Titanic hi havia cinc catalans, quatre dels quals van sobreviure:
- Emili Pallàs i Castelló (1883-1940[5]) de Basturs (Pallars Jussà) i resident a Barcelona, va embarcar a Cherbourg en segona classe amb la intenció d'anar a l'Havana. Va aconseguir pujar al bot número 9 i va sobreviure. Va ser rescatat pel Carpathia, anà a Nova York i després a l'Havana, però després va tornar a Barcelona, on amb els diners de la indemnització va muntar una fleca al carrer Consell de Cent. Es casà amb Aurora Rabassa i va morir el 18 d'abril de 1940 per causes naturals.
- Julià Padró i Manent (1885-1968[6]), de Lliçà de Munt, que es traslladà a Barcelona, on treballava de xofer, va embarcar a Cherbourg en segona classe. Amic d'Emili Pallàs, se salvà també en el bot número 9. Rescatat pel Carpathia, anà a Nova York i després a l'Havana, on es casà amb una altra supervivent catalana, Florentina Duran, i muntà una companyia d'autobusos.
- Florentina Duran i Moré (1882-1959[7]), originària de Sant Adrià de Tendrui (Pallars Jussà), embarcà a Cherbourg en segona classe amb la seva germana Assumpció. Va aconseguir pujar al bot número 12 i va sobreviure. Rescatada pel Carpathia, anà a Nova York i després a l'Havana, on es casà amb Julià Padró, també supervivent del Titanic.
- Assumpció Duran i Moré (1884-?), germana de l'anterior, va embarcar a Cherbourg en segona classe i, com la seva germana, va pujar al bot número 12 i va sobreviure. Rescatada pel Carpathia, anà a Nova York i acompanyà la seva germana a Cuba, però poc després va tornar a Barcelona.
- Joan Monrós (1892-1912[8]), de Barcelona, va viure a París i després a Londres, on es va enrolar en la tripulació del Titanic com a cambrer del restaurant a la carta. Va morir en l'enfonsament.

També van morir en l'enfonsament del Titànic dos fills de catalans que navegaven amb passaport uruguaià. Eren en:
- Francisco M. Carrau Rovira (1884-1912[10]), de 28 anys i nascut a Montevideo. Era fill de Pere Carrau Ferrés de Vilassar de Mar (el Maresme), comerciant establert a l'Uruguai i casat amb Antonia Rovira Pareta amb orígens a Malgrat de Mar.

I el seu cosí de 17 anys: 
- 'José Pedró Carrau Esteve (1894-1912[11]), nascut a Santiago del Estero (Argentina) i fill de Francesc Carrau Pérez, comerciant nascut a Vilassar de Mar, i de Margarita Esteve Etchebury, igualment establerts a Montevideo.

Els dos Carrau van embarcar a Southampton i viatjaven a primera classe. En Francisco M. Carrau era el director general de Carrau & Cia, empresa fundada pel seu pare. Tornaven d'un viatge de negocis amb visita inclosa als seus parents de Vilassar de Mar.

## Cultura popular

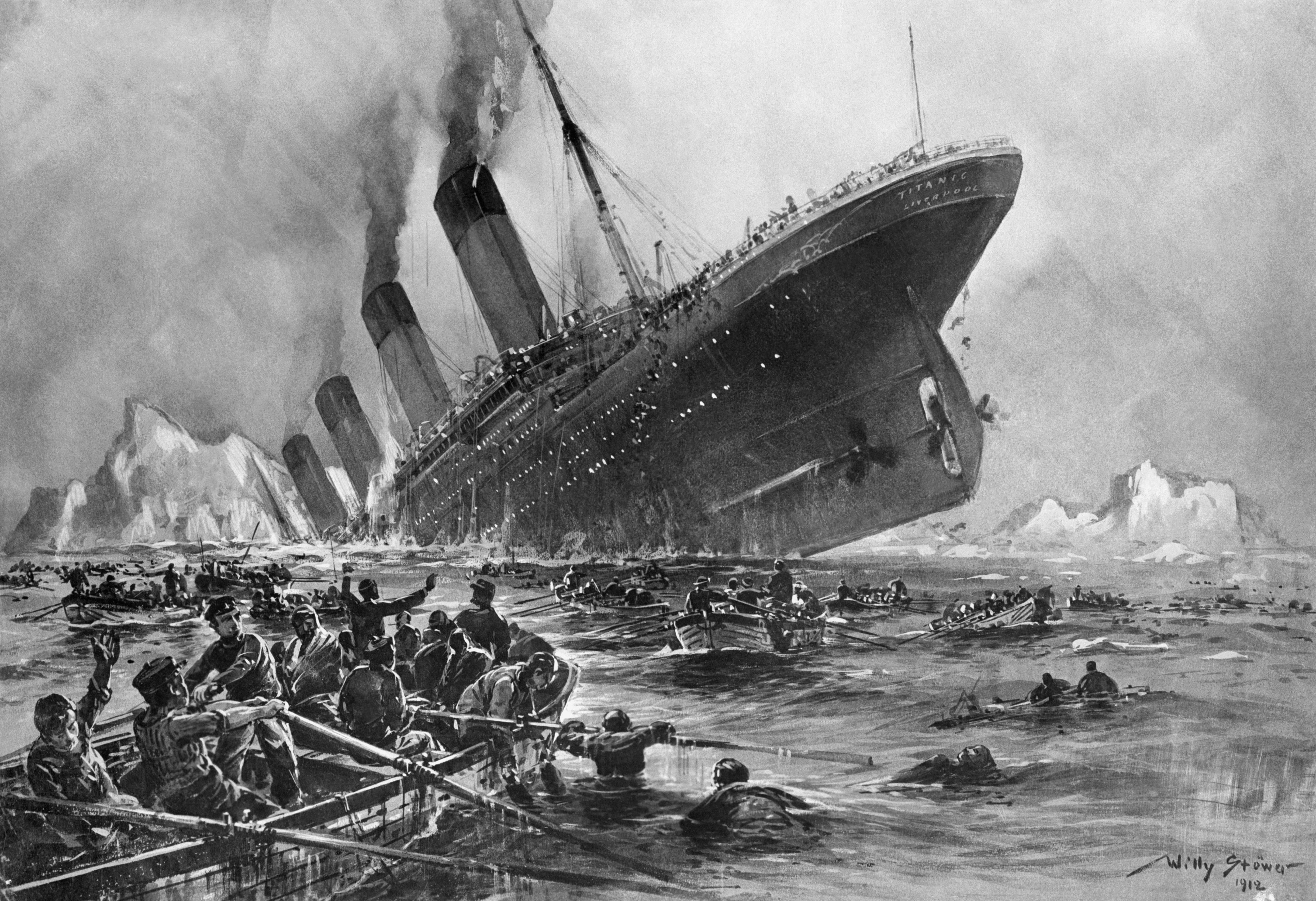
Willy Stöwer: Untergang der Titanic (L'enfonsament del Titanic).

El Titanic ha inspirat un gran nombre de pel·lícules i sèries, la més destacada de les quals és la pel·lícula estrenada l'any 1997, obra del director canadenc James Cameron, que aconseguí ser un gran èxit de crítica i públic; guanyà 11 Oscars i es convertí en la pel·lícula més taquillera de la història, amb una recaptació mundial total de 1.800 milions de dòlars. Unes altres obres que relaten la història del Titanic són:
- Saved from the Titanic ('Salvada del Titanic') (1912)
- In Nacht und Eis (1912)
- Atlantic (1929)
- Titanic (1943)
- Titanic (1953)
- A Night to Remember ('Una nit per recordar') (1958)
- The Sinking of the Titanic ('L'enfonsament del Titanic'), música composta per Gavin Bryars en 1969.
- SOS Titanic, pel·lícula de TV (1979)
- Raise the Titanic (1980)
- La cambrera del Titanic (1997)
- Titanic (1996). Protagonitzada per Catherine Zeta-Jones.
- Titanic (1997). Protagonitzada per Leonardo DiCaprio i Kate Winslet.
- El 1997, s'estrenà a Broadway el musical Titanic, que guanyà 5 Premis Tonys (entre ells al de Millor Musical) i es representà en 804 funcions
- L'Enfonsament del Titanic (2002), obra de teatre coproduïda conjuntament pel Festival Internacional de Sitges, el Festival d'Estiu de Barcelona Grec 2002, el Govern de les Illes Balears amb Germinal Productions. La direcció va estar a càrrec del director teatral mallorquí Rafael Duran. Basada en un text de Hans Magnus Enzensberger (premi Príncep d'Astúries de Comunicació i Humanitats del 2002), on el poeta, assagista i filòsof alemany va utilitzar l'enfonsament del famós vaixell com una metàfora del segle xx per descriure el desencant per la crisi de les ideologies d'esquerres. El muntatge teatral va comptar amb escenografia de Rafael Lledó i l'actuació dels actors Oscar Intente, Asun Planas, Caterina M. Alorda, Xavi Morte, Philip Rogers -que també va traduir l'obra- i el músic Joaquim Alfaro.